# Marlachwiesen
Das Naturschutzgebiet Marlachwiesen liegt auf dem Gebiet des Landkreises Bad Dürkheim in Rheinland-Pfalz.
Das 103 ha große Gebiet, das mit Verordnung vom 15. September 2008 unter Naturschutz gestellt wurde, erstreckt sich östlich der Stadt Deidesheim zu beiden Seiten der B 271 zwischen der Ortsgemeinde Niederkirchen bei Deidesheim im Norden und der Ortsgemeinde Ruppertsberg im Süden. Südlich fließt die namensgebende Marlach.
Bei dem Gebiet handelt es sich um offene Feuchtgrünlandbereiche im Übergangsbereich vom Haardtrand zur Böhler Lößplatte.